# Raynor Willems
Raynor Willems (Jakarta, 12 maart 1989) is een voormalige Nederlandse professioneel badmintonspeler, aangesloten bij de NBB. Hij is woonachtig in Vught.
In 2006 en 2007 won hij met BC Amersfoort de NBB Cup. Zijn grootste succes boekte hij echter in zijn jeugdjaren. In 1995 werd hij kampioen van Vught en in datzelfde jaar regionaal kampioen (Noord-Brabant). In 2008 won Willems het Nationaal Kampioenschap dubbelspel, Falko Kruid was hier zijn teamgenoot.
Anno 2009 is hij (tijdelijk) gestopt met het professioneel spelen van badminton. In 2017 heeft hij zijn herintrede gemaakt bij BV Maasshuttles. Dit doet hij naast zijn carrière als Vlogger.